# Oak Lawn
Oak Lawn é uma aldeia localizada no estado americano de Illinois, no Condado de Cook. A aldeia foi fundada em século XIX.

## Demografia
Segundo o censo americano de 2000, a sua população era de 55.245 habitantes.
Em 2006, foi estimada uma população de 53.777, um decréscimo de 1468 (-2.7%).

## Geografia
De acordo com o United States Census Bureau tem uma área de 22,3 km², dos quais 22,3 km² cobertos por terra e 0,0 km² cobertos por água.

## Localidades na vizinhança
O diagrama seguinte representa as localidades num raio de 8 km ao redor de Oak Lawn.